# Fondali di Pizzo Calabro
Fondali di Pizzo Calabro este o arie protejată (arie specială de conservare — SAC, sit de importanță comunitară — SCI) din Italia întinsă pe o suprafață de 1.216 ha, integral marine.

## Localizare
Centrul sitului Fondali di Pizzo Calabro este situat la coordonatele 38°44′43″N 16°09′33″E / 38.745278°N 16.159167°E.

## Înființare
Situl Fondali di Pizzo Calabro a fost declarat sit de importanță comunitară în septembrie 1995 pentru a proteja 2 specii de animale. Situl a fost protejat și ca arie specială de conservare în iunie 2017.

## Biodiversitate
Situată în ecoregiunea mediteraneană, aria protejată conține 3 habitate naturale: Recifuri, Straturi cu Posidonia (Posidonion oceanicae), Bancuri de nisip acoperite în permanență slab de apă marină.
La baza desemnării sitului se află mai multe specii protejate:
- mamifere (1): delfin mare (Tursiops truncatus)
- reptile (1): Caretta caretta

Pe lângă speciile protejate, pe teritoriul sitului au mai fost identificate 3 specii de mamifere, 5 specii de nevertebrate.